# كريستيان أوبي
كريستيان أوبي (بالإنجليزية: Christian Obi) (2 يناير 1967 - 23 أغسطس 2024) هو لاعب كرة قدم نيجيري في مركز حراسة المرمى. شارك مع منتخب نيجيريا لكرة القدم.

## وصلات خارجية
- كريستيان أوبي على موقع الاتحاد الدولي (مؤرشف)  (الإنجليزية)
- كريستيان أوبي على موقع قاعدة بيانات كرة القدم.إي يو (الإنجليزية)
- كريستيان أوبي على موقع ناشيونال فوتبول تيمز (الإنجليزية)
- كريستيان أوبي على موقع عالم كرة القدم.نت (الإنجليزية)
- كريستيان أوبي على موقع أوليمبيديا (الإنجليزية)